# Чон Чжу-ён
Чон Чжу-ён (кор. 정주영, кит. 鄭周永; 25 ноября 1915, Тхончхон, Канвондо — 21 марта 2001, Сонпхагу) — корейский промышленник, основатель Hyundai Group.

## Биография
Чон Чжу-ён родился в семье бедного крестьянина в небольшой деревне Асан. Несмотря на то, что он был одним из семи детей, родители смогли дать ему приличное по меркам деревни образование: Чжу-ён окончил начальную школу.
В 18 лет Чон отправился в Сеул на заработки. Работал грузчиком, разнорабочим, курьером и автомехаником.
В 1939 году открыл своё дело — авторемонтную мастерскую. В 1946 году эта мастерская и стала первым предприятием, которое носило название Hyundai («Современность»). Впоследствии Чон Чжу-ён часто вспоминал начало своей автомобильной карьеры — и, кажется, не особо стеснялся, когда рассказывал о том, как продавал подержанные запчасти под видом новых. Разумеется, он всегда добавлял, что делал это исключительно из патриотических соображений, ведь клиентами его были японцы.
Официальным отсчётом истории холдинга считается 1947 год, когда была основана строительная фирма Hyundai Civil Industries (впоследствии — Hyundai Construction).
В момент основания фирма представляла собой, скорее, бригаду шабашников: весь её штат состоял из хозяина и 11 рабочих. Однако вскоре на помощь Чон Чжу-ёну пришёл его младший брат Чон Ин-ён, который окончил языковые курсы в Японии и неплохо говорил по-английски. Это редкое по тем временам обстоятельство оказалось решающим: во время Корейской войны компания не имела себе равных в получении подрядов от американских военных. Платили американцы хорошо, и в смету особо не вникали — ведь по их меркам любые проекты в нищей Корее стоили копейки. Это обстоятельство — в сочетании с везением и трудолюбием будущего промышленника— и помогло фирме благополучно пережить Корейскую войну и встать на ноги.
К концу пятидесятых детище Чон Чжу-ёна уже представляло собой крупную по корейским меркам компанию. Беда была в том, что мерки эти были весьма жалкими: в те времена Корея относилась к числу беднейших стран Азии, и по ВНП на душу населения уступала Папуа-Новой Гвинее и Нигерии. Голод был обычным явлением в деревне, а электричество в городах подавалось с перерывами.
Весной 1961 года произошёл военный переворот, организованный генералом Пак Чон Хи, с именем которого и связано «корейское экономическое чудо». Новое правительство сделало ставку на развитие экспорта. Корею следовало превратить в страну-фабрику, которая бы импортировала сырьё и экспортировала готовую продукцию. Однако большинство карликовых корейских фирм того времени не могло и думать об успешном выходе на международный рынок. Поэтому, после прихода к власти генерал целенаправленно «отобрал» несколько десятков фирм, которые казались ему наиболее перспективными. Основным критерием отбора были при этом личные качества руководителей, а не особенности фирм. Таким образом образовался список привилегированных компаний. Этим компаниям власти оказывали всяческую поддержку, предоставляли льготный доступ к кредитам и иностранным инвестициям. Свою благодарность «избранные» должны были выражать не конвертами с валютой — взяток Пак Чон Хи не брал, а дисциплинированным исполнением правительственных предписаний. Так появились на свет южнокорейские «чеболь» — многопрофильные семейные холдинги.
В начале шестидесятых Пак Чон Хи решил, что одним из направлений корейского экспорта должно стать строительство «под ключ» объектов на Ближнем Востоке и в Юго-Восточной Азии. Естественно, что в этих условиях внимание президента оказалось привлечено к строительному сектору. Чон Чжу Ён решил воспользоваться этой ситуацией.
Дальновидным решением Чон Чжу-ёна было добиться подряда на восстановление взорванного во время Корейской войны моста в Сеуле. Несмотря на то, что этот контракт принёс компании заметные убытки, работы на столь заметном объекте в центре столицы были проведены с примечательной эффективностью и завершены досрочно. Этот успех, как и планировалось, привлёк к Чон Чжу-ёну внимание самого президента, и вскоре Hyundai была выбрана в качестве одного из главных экспортёров строительных услуг — сначала во Вьетнаме и странах Юго-Восточной Азии, где в годы Вьетнамской войны компания строила американские военные объекты, а потом — и на Ближнем Востоке, который в семидесятые годы стал главной ареной деятельности корейских строительных компаний. Немало объектов строила компания и в самой Корее.
На протяжении последующих десятилетий корейская экономика росла рекордными темпами. Вместе со страной рос и Hyundai. Подобно другим чэболь, компания рано занялась диверсификацией, и стала вкладывать капитал во все новые и новые отрасли, создавать все новые и новые дочерние фирмы. С начала семидесятых правительство провозгласило политику преимущественного развития тяжёлой промышленности — и Hyundai не остался в стороне. В 1973 году начала работать верфь Hyundai, которая к 1984 году сделала Корею второй кораблестроительной державой мира.
В семидесятые годы Hyundai стал активно строить и автомобильные заводы (Hyundai Motor), продукция которых вскоре также пошла на экспорт. Усилиями бывшего автослесаря Чон Чжу-ёна к 1990 году. Корея вошла в число ведущих мировых производителей автомобилей.
Начало восьмидесятых было эпохой зарождения корейской электроники, и опять Hyundai оказалась в первых рядах. В 1983 году была создана дочерняя компания Hyundai Electronics, со временем ставшая одним из крупнейших мировых производителей полупроводников.
К концу семидесятых группа Hyundai вошла в состав «большой четверки» корейских концернов, существовавшей вплоть до азиатского кризиса 1997 года. Кроме Hyundai, в эту четвёрку входили Samsung, LG (Lucky Gold Star), Daewoo. На протяжении четверти века Hyundai занимала в списке чэболь первую или вторую строчку. В 1987 г. в состав холдинга входили 34 дочерние компании, на предприятиях которых работало 159 тысяч человек. Концерн производил корабли, автомобили, электронику, локомотивы, станки, электрооборудование, сталь, занимался нефтехимией, строительством и страхованием. Сложная система перекрёстного владения акциями означала, что все компании концерна находились под твёрдым контролем совета директоров холдинга, в котором определяющую роль играл сам Чон Чжу-ён и его многочисленные родственники — братья, племянники, кузены. Влияние рядовых акционеров на дела холдинга было ничтожно, а большинство топ-менеджеров либо принадлежало к клану Чонов по рождению, либо было связано с ним брачными узами. Впрочем, такая же картина существовала и в большинстве других чэболь.

## Политическая активность
В начале 1990-х годов Чон Чжу-ён, которому тогда уже было далеко за 70, стал проявлять немалую политическую активность (чего за ним раньше не замечалось). В 1992 году Чон неожиданно решил принять участие в президентских выборах — поступок, немыслимый для корейских промышленников, которые всегда подчёркивали своё смиренно-подчинённое отношение к государственной власти. Выборы Чон, как и следовало ожидать, проиграл, набрав лишь 16 % голосов. Однако истеблишмент отомстил нарушителю традиций: Чон Чжу-ёна обвинили в нарушении законов о финансировании избирательных кампаний, и он был приговорён к 3 годам тюремного заключения (условно).
Другим проявлением политических интересов Чона стала активность в развитии контактов со своей малой родиной — Северной Кореей, в которой по-прежнему правил ультра-сталинистский режим. Чон Чжу-ён стал едва ли не первым крупным южнокорейским деятелем, который встретился с Ким Ир Сеном. Помимо щедрых пожертвований (знаменитые 500 коров, которые были подарены КНДР в 1999 г.), Чон стал активно инвестировать в Северную Корею — видимо, не столько рассчитывая на прибыль, сколько в надежде на то, что таким образом он будет способствовать примирению двух корейских государств. Самым масштабным из проектов Hyundai в КНДР стала Кымганская туристская зона (с 1998 г.). В рамках этого проекта южнокорейские туристы прибывают в КНДР на круизном лайнере, любуются там знаменитыми горами Кымгансан, а потом возвращаются домой. Во избежание нежелательных контактов, из туристского района было удалено все местное население, а необходимая инфраструктура построена за счёт южнокорейской стороны. Неизвестно, задумывал ли Чон Чжу-ён этот проект как филантропическую акцию или все же рассчитывал получить прибыль, но если такие расчёты действительно существовали, то они не оправдались. К началу 2001 года Hyundai инвестировала в проект 305 млн дол., а выручка составила всего лишь 62,2 млн. В своих первоначальных расчётах организаторы Кымганского проекта исходили из того, что ежегодно Север будет посещать около 500 тыс. человек. В действительности же за три года в горах Кымган побывало только 390 тысяч южан. Вдобавок, число туристов сокращается. Интерес к северокорейской экзотике в последние годы упал, и большинство южан предпочитают за те же самые деньги съездить в Китай или Таиланд, где можно увидеть что-то помимо горных пейзажей и бдительных физиономий северокорейских особистов. Столь же неудачными в финансовом отношении оказались и иные инвестиции Hyundai в КНДР.

## Азиатский кризис
Однако главный удар по позициям Hyundai нанёс азиатский кризис 1997 года. После кризиса отношение к чэболь резко изменилось. В общественном мнении суперконцерны в одночасье превратились из символа успеха и процветания в символ коррупции и неэффективности. В новых условиях правительство приступило к программе реструктуризации чэболь. Её главная цель — сделать корейских гигантов похожими на «нормальные» западные концерны: специализирующиеся в нескольких отраслях и управляемые профессиональными менеджерами, а не членами клана основателя концерна. Правительство дробит чэболь, заставляя их предоставлять самостоятельность своим дочерним компаниям, настаивает на введении в состав руководства менеджеров «со стороны», на увеличении влияния рядовых акционеров, ограничивает размеры задолженности.
В отличие от другого гиганта — Daewoo, разорившегося в 1999 г., Hyundai избежал прямого банкротства, но дела у него складывались заметно хуже, чем у двух других супер-чэболь — LG и Samsung. Сказывались тут и опрометчивые шаги, предпринятые Чон Чжу-ёном в 1990-е гг., и неблагоприятная рыночная ситуация, и общая неповоротливость менеджмента компании.

## Отход от дел
27 марта 2000 года на соответствующим образом обставленной церемонии Чон Чжу-ён сообщил о своём отходе от дел и о передаче компании своему сыну Чон Монгу.